# ХК Ак Барс
Ак Барс (рус. Ак Барс Казань) је руски хокејашки клуб из Казања. Клуб се тренутно такмичи у Континенталној хокејашкој лиги. Један је од најбољих тимова Европе.

## Историја
Ак Барс је основан 1956. године под именом Машстрој. Клуб 1958. године мења име у СК Урицкого. Након распада Совјетског Савеза мењају име у Итиљ. Од 1995. године клуб се зове Ак Барс. Зато што се клуб налази у руској држави Татарстан на грбу Ак Барса се налази леопрад, симбол Татара.
Два пута су освајали Супер лигу Русије 1998 и 2006 године. Ак Барс је два пута освајао и регионалну Континенталну хокејашку лигу 2009 и 2010. године.
Клуб утакмице као домаћин игра у Татнефт арени капацитета 9.300 места.

## Трофеји
- Континентална хокејашка лига:
  - Првак (2) :2008/09, 2009/10
- Супер лига Русије:
  - Првак (2) :1997/98, 2005/06,
- Победник источне конференције:
  - Првак (1) :2009/10
- Куп европских шампиона:
  - Првак (1) :2007.

## Састав тима
Од 14. септембра 2011.
| Голмани |              |                   |            |
| Број    | Националност | Име               | Годиште    |
| 20      | Русија       | Станислав Галимов | 12.02.1988 |
| 35      | Финска       | Петри Веханен     | 09.10.1977 |

| Одбрана |              |                   |            |
| Број    | Националност | Име               | Годиште    |
| 5       | Русија       | Иља Никулин (А)   | 12.03.1982 |
| 7       | Русија       | Степан Захарчук   | 30.11.1986 |
| 22      | Русија       | Константин Корњев | 5.06.1984  |
| 24      | Русија       | Василиј Токранов  | 2.08.1989  |
| 28      | Русија       | Денис Куљаш       | 31.05.1983 |
| 38      | Русија       | Вадим Хомицкиј    | 21.07.1982 |
| 75      | Русија       | Григориј Панин    | 24.11.1985 |
| 82      | Русија       | Јевгениј Медведев | 27.08.1982 |

| Напад |              |                        |            |
| Број  | Националност | Име                    | Годиште    |
| 10    | Летонија     | Лаурис Дарзинш         | 28.01.1985 |
| 11    | Русија       | Јевгениј Бодров        | 08.01.1988 |
| 13    | Русија       | Николај Лемтјугов      | 15.01.1986 |
| 25    | Русија       | Данис Зарипов (А)      | 26.03.1981 |
| 26    | Финска       | Јарко Имонен           | 19.04.1982 |
| 27    | Русија       | Алексеј Терешћенко (А) | 16.12.1980 |
| 34    | Русија       | Дмитриј Обухов         | 09.07.1983 |
| 39    | Финска       | Нико Капанен           | 29.04.1978 |
| 40    | Финска       | Анти Миетинен          | 03.07.1980 |
| 67    | Русија       | Дмитриј Казионов       | 13.05.1984 |
| 71    | Русија       | Станислав Бочаров      | 20.06.1991 |
| 72    | Русија       | Јевгениј Скачков       | 14.07.1984 |
| 81    | Русија       | Никита Алексејев       | 27.12.1981 |
| 83    | Русија       | Кирил Књазев           | 09.06.1983 |
| 90    | Русија       | Кирил Петров           | 13.04.1990 |
| 95    | Русија       | Алексеј Морозов (К)    | 16.02.1977 |